# J計劃2
《J計劃2》（日语：ワンダープロジェクト J2 コルロの森のジョゼット）為1996年由遊戲廠商Givro製作、艾尼克斯發行的任天堂64主機用養成遊戲。是1994年超級任天堂遊戲《J計劃》的續作。

## 遊戲劇情
在前作《J計劃》主角機器少年皮諾為了阻止反派梅薩拉的惡行而犧牲生命後15年，親手創造他的傑佩托博士花費心思、再次打造出另一具能夠學習人類行為的新型機器擬人少女裘瑟特。
某一日，感到自己生命要走到盡頭的傑佩托博士臨死前，告知裘瑟特離開現居的家鄉克魯羅森林，前往藍色大陸去尋找一位名叫「玩家先生」的人依靠。
來到異鄉後的裘瑟特，在藍色大陸以及鄰旁的人工機器浮島「諾亞」上，開始認識接觸了各種形形色色的人們、學習新的事物。
但在一方面，投效在希利柯尼亞王國的前作敵人梅薩拉，發現到裘瑟特身上與皮諾相同、藏有著俱備神奇力量的裝置「J迴路」，便與君王希利柯尼亞十三世提出了出動軍隊、搜捕裘瑟特的陰謀。

## 主要人物
裘瑟特
角色配音：日高範子
本作主角，是由傑佩托博士打造、編號5984號、外貌像15歲左右少女的機器擬人。
外觀特徵為在頭上以兩個巨大的洗衣夾作為髮夾，並在胸口掛帶一把陶笛。在遊戲中裡頭喜愛的東西是布丁。
性格開朗有活力，但遊戲開始時尚未能了解一般生活知識，需要透過學習提升她的人工智能。
裘瑟特的角色聲優同為替前作主角皮諾配音的日高範子，角色設計則由後續在吉卜力工作室擔任動畫師的山下明彦所擔當。
柏德
同由傑佩托製造，為編號5980號、外型小鳥模樣的擬人。
是裘瑟特身旁的搭檔，智能較裘瑟特豐富，能理解關於生死方面的事情。
在遊戲中是負責擔任接受玩家所下的命令、指引裘瑟特行動的角色。
傑佩托
於前作前作《J計劃》便登場過、是名擅於製造機器擬人的技師，於遊戲開頭章節裡死去。
波可
克魯羅王國王子，母親是前作中的蒂芬妮公主。
個人真正名字是「皮諾‧克魯羅」，是個一名性格怯懦、但溫柔的男孩。
為前作《J計劃》主角皮諾死後的轉生，但本人並未殘留前世的記憶。
多羅、波
前作《J計劃》登場的「山貓義賊團」的兩名成員。在本篇一同從事漁師方面的工作，於遊戲開頭載送裘瑟特與柏德到藍色大陸上。
卡蓮·歐納斯特
前作《J計劃》登場的「山貓義賊團」首領，現為一間餐館的老闆娘。
有著直爽的性格，對於傑佩托所製造的擬人裘瑟特一事略知一二。
蘇菲亞·歐納斯特
卡蓮的女兒。因個性較彆扭而容易與卡蓮爭吵，私下擅長格鬥技。
崇拜之前山貓義賊團劫富濟貧的行為，但不知自己的母親即為該賊團的首領。
蓋隆·歐納斯特
卡蓮的丈夫，是名對抗希利柯尼亞帝國暴行的革命軍首領。
因礙於自己為反抗政府人物的身份，為了不牽累妻女而稀少回家。
阿諾德
希利柯尼亞帝國派遣到藍色大陸的總督，以平民的打扮低調融入島上人民的生活。
因雙親是被帝國所遇害而懷恨在心，之後則加入了蓋隆的革命軍。
甘特·沃克
一名專門修理潛艇的技師，是傑佩托博士的舊識，知悉有關擬人方面的事情。
希利柯尼亞十三世
統治希利柯尼亞的女性君王，本名為梅杜莎，有著搶奪裘瑟特身上神奇力量的野心。
梅薩拉
前作《J計劃》最終章節的反派，先前在敗給皮諾啟動的「J迴路」力量後，轉移投靠希利柯尼亞帝國。
范·翁薩特
前作《J計劃》中居住在傑佩托屋子旁的老人，真實身份為由恐龍進化的龍人一族殘存者。
年齡高達3000歲，長時間守護著具備神奇力量的物品「J之眼」。

## 遊戲內容
《J計劃2》遊戲內容主要分為兩大部份。第一章節遊玩內容與前作《J計劃》類似，主要為教導遊戲主角裘瑟特參與學習、了解各種人類社會中的事物或知識。在遊戲中裘瑟特需習得的事物共有25項，並以0～100%百分比來表示事物完成的累積程度。《J計劃2》對於各項事物完成的前後順序有較高的自由度，不像前作中有固定的順序。
遊戲第二章節成份則偏向講解故事劇情來龍去脈居多，遊玩內容以突圍迷宮關卡為主。

## 漫畫版
艾尼克斯後續在1997年委託漫畫家正木繪製，發行《J計劃2》的漫畫單行本。在同一年另有推出惡搞、詼諧取向的四格漫畫版。

## 重製版本
2010年4月12日史克威尔艾尼克斯在NTT DOCOMO經營的手機服務I-mode上，推出了《J計劃2》復刻版。
I-mode版內容是將《J計劃2》分割成兩大部份，讓使用者依序付費下載遊玩。而可使用此服務的手機則為FOMA 903i/703i等系列相關型號。
除比原先N64版中多增加部份場景及人物表情動作外，也附上一些由遊戲角色設計者山下明彥所提供的插圖供使用者欣賞。

## 外部連結
- （日語）Square-Enix上的《J計劃2》資料 （页面存档备份，存于）
- （日語）I-mode版的《J計劃2》（页面存档备份，存于）